# Municipio de Villa de Arriaga
El municipio de Villa de Arriaga es uno de los 59 municipios que constituyen el estado mexicano de San Luis Potosí. Su nombre se debe a Ponciano Arriaga, benemérito del estado.

## Descripción geográfica

### Ubicación
Villa de Arriaga se localiza al suroeste del estado entre las coordenadas geográficas 21° 55’ de latitud norte, y 101° 23’ de longitud oeste; a una altitud promedio de 2160 metros sobre el nivel del mar.
El municipio limita al este con el municipio de Villa de Reyes; al noreste con el municipio de San Luis Potosí; al norte con el municipio de Mexquitic de Carmona; al oeste con el municipio de Pinos, en el estado de Zacatecas; al sur con el municipio de San Felipe, y al suroeste con el municipio de Ocampo, estos dos últimos en el estado de Guanajuato.

### Orografía e hidrografía
Sus principales elevaciones alcanzan son los cerros: el Gallo con 2,300 m s. n. m., la Mielera, las Escobas y Santa Lucía (2,250 m s. n. m.). Sus suelos se formaron en la era Mesozoica, y su uso principalmente es ganadero, forestal y agrícola. El municipio pertenece a la región hidrológica El Salado. Sus recursos hidrológicos son proporcionados principalmente por los arroyos la Cieneguita, la Laborcilla y el Capulín; así como algunas lagunas importantes como: el Carmen, el Caballo, Tanque Santiago, el Pato, el Tule y el Colorado.

### Clima
El clima característico es seco templado; con lluvias en verano y sin cambio térmico invernal bien definido. La temperatura media anual es de 16.2 °C, la máxima se registra en el mes de mayo (46 °C) y la mínima se registra en enero (5 °C). El régimen de lluvias se registra en el verano, contando con una precipitación media de 640 milímetros.
Según la clasificación climática de Köppen el clima de Villa de Arriaga corresponde a la categoría BSk, (semiárido frío o estepario).

## Demografía
La población total del municipio de Villa de Arriaga es de 18 206 habitantes, lo que representa un crecimiento promedio de 1.1 % anual en el período 2010-2020 sobre la base de los 16 316 habitantes registrados en el censo anterior. Al año 2020 la densidad del municipio era de 20,73 hab/km².
| Gráfica de evolución demográfica de Municipio de Villa de Arriaga entre 2000 y 2020 |
|                                                                                     |
| Fuente: Instituto Nacional de Estadística Geografía e Informática                   |

En el año 2010 estaba clasificado como un municipio de grado medio de vulnerabilidad social, con el 31.13% de su población en estado de pobreza extrema.
La población del municipio está mayoritariamente alfabetizada (11.08% de personas analfabetas al año 2010), con un grado de escolarización en torno de los 6 años. Solo el 0.23% de la población se reconoce como indígena.
El 96.81% de la población profesa la religión católica. El 1.64% adhiere a las iglesias Protestantes, Evangélicas y Bíblicas.

### Localidades
Según el censo de 2010, la población del municipio se distribuía entre 98 localidades, de las cuales 90 eran pequeños núcleos urbanos de menos de 500 habitantes.
Las localidades con mayor número de habitantes y su evolución poblacional son:
| Localidad                             | Población 2010 | Población 2020 |
| Total Municipio                       | 16 316         | 18 206         |
| El Tepetate                           | 913            | 780            |
| Agua Gorda de los Patos               | 302            | 332            |
| Colonia Emiliano Zapata               | 539            | 642            |
| Colonia la Laborcilla                 | 721            | 841            |
| Colonia Palomas                       | 433            | 487            |
| El Mezquital                          | 306            | 305            |
| El Tepetate                           | 1367           | 1532           |
| San Agustín                           | 292            | 378            |
| San Antonio                           | 940            | 993            |
| San Francisco                         | 1353           | 1579           |
| San José de la Purísima               | 443            | 527            |
| San Luis Gonzaga                      | 788            | 929            |
| Santa Rosa de Gallinas                | 935            | 1006           |
| Villa de Arriaga (Cabecera municipal) | 5426           | 6126           |

## Educación y salud
En 2010, el municipio contaba con escuelas preescolares, primarias, secundarias y dos escuelas de educación media (bachilleratos). Contaba con 6 unidades destinadas a la atención de la salud, con un total de 9 personas como personal médico.

El 35% de la población, (6053 personas), no habían completado la educación básica, carencia social conocida como rezago educativo. El 43.1%, (7470 personas), carecían de acceso a servicios de salud.

## Economía
Según los datos relevados en 2010, 1324 personas desarrollaban su actividad en el sector primario (agricultura, ganadería, aprovechamiento forestal, pesca y caza), 1056 personas estaban empleadas en la industria manufacturera y 1010 personas en la industria de la construcción. Estos rubros concentraban la actividad de más de la mitad de las 5687 personas que ese año formaban la población económicamente activa del municipio.
Según el número de unidades activas relevadas en 2019, los sectores más dinámicos son el comercio minorista, la elaboración de productos manufacturados, y en menor medida la prestación de servicios generales no gubernamentales.

## Cultura

### Sitios de interés
- Exhacienda de Santiago
- Exhacienda de El Tepetate
- Exhacienda de San Francisco

### Fiestas
Fiestas civiles
- Aniversario del municipio: 7 de mayo
- Aniversario de la Independencia de México: 16 de septiembre.
- Aniversario de la Revolución mexicana: El 20 de noviembre.

Fiestas religiosas
- Semana Santa: jueves y viernes Santos.
- Día de la Santa Cruz: 3 de mayo.
- Fiesta en honor a San Isidro Labrador: 15 de mayo
- Fiesta en honor de la Virgen de Guadalupe: del 01 al 12 de diciembre.
- Día de Muertos: 2 de noviembre.
- Fiesta Patronal de San Francisco de Asís: 4 de octubre.